# Grégoire III Pahlavouni
Grégoire ou Grigor III Pahlavouni (en arménien Գրիգոր Գ Պահլավունի) est un Catholicos de l'Église apostolique arménienne de 1113 à 1166.

## Biographie
Grigor, fils du prince Apirat, fils d'Aboul Djahad de la famille noble des Pahlavouni, est élu Catholicos à l’âge de vingt ans comme successeur de son lointain cousin Basile Ier d'Ani. Il a ainsi le règne le plus long des Catholicos arméniens.  
En 1114, un concurrent mécontent, l’archevêque d’Aghtamar Dawit Thornikian, se fait élire anti-Catholicos. Malgré l’excommunication prononcée par le synode réuni au couvent de Seav-Learn par Grégoire III et auquel assistent les princes arméniens de Cilicie, le Catholicos dissident refuse de s’incliner et donne naissance à une succession patriarcale parallèle qui est assurée jusqu’au trépas du Catholicos Xač‘atur II d’Ałtamar en 1895.
Afin de se rapprocher de la Grande-Arménie, Grégoire III déplace le siège patriarcal à Dzovk de 1125 à 1147 puis à Hromgla à partir de 1149. Il fixe sa résidence dans cette forteresse située sur l’Euphrate, au nord-est de Doûlouk, dans un domaine de l’ancien comté d'Édesse qui lui est donné par Béatrix, la veuve du dernier comte Josselin II d'Édesse.
Le patriarche arménien Grégoire III assiste à Antioche et à Jérusalem en avril 1140 à un concile latin présidé par le légat du Pape Albéric d’Ostie. L’Église arménienne en butte à l’hostilité séculaire du patriarcat orthodoxe grec se ménage ainsi un appui auprès de la Papauté. Des envoyés de Grégoire III se rendent même en Italie auprès du pape Eugène III qu’ils rencontrent à Viterbe en 1145-1146. 
Grégoire III Phalavouni démissionne le 17 août 1166 et meurt trois mois plus tard. Il est à l’origine d’une véritable dynastie patriarcale puisqu’après sa mort, le siège patriarcal revient à son frère cadet Nersès IV qui a lui-même comme successeurs leur neveu puis leurs deux petits-neveux.